# Na Plachtě 2
Na Plachtě 2 byla přírodní památka ev. č. 1968 poblíž obce Hradec Králové v okrese Hradec Králové v těsné blízkosti přírodních památek Na Plachtě 1 a Na Plachtě 3. Oblast spravovalo Ministerstvo životního prostředí. Dne 1. prosince 2014 byla PP Na Plachtě 2 začleněna do nově vzniklé přírodní památky Na Plachtě.
Důvodem ochrany byly části ekosystémů s unikátními druhově pestrými společenstvy rostlin a živočichů s hojným výskytem zvláště chráněných druhů.